# Cámara de Comercio de Bilbao
La Cámara de Comercio, Industria, Servicios y Navegación de Bilbao, conocida habitualmente como Cámara de Comercio de Bilbao,  es una corporación de derecho público fundada en 1886 con sede en Bilbao (España), y regulada por la  N/F10/93 que establece y regula el Recurso Cameral Permanente en el territorio de Vizcaya que tiene como función principal defender los intereses generales de las empresas y proporcionar las actuaciones necesarias para el fomento del comercio y la industria.

## Historia
La Cámara de Comercio de Bilbao nació por la necesidad de información y cooperación entre los diferentes comerciantes e industriales de la villa. Además se ha centrado en  aportar los medios para mejorar aquellas infraestructuras necesarias para el buen desenvolvimiento de la economía vizcaína.
Por ejemplo, la mejora del equipamiento de infraestructuras de Bizkaia, proyectos como los accesos ferroviarios, el desarrollo del Puerto, la dotación de una red viaria y de comunicaciones adecuada a las necesidades de los tiempos, o la construcción y promoción de la Feria Internacional de Muestras han sido objeto de la atención y del permanente apoyo de esta Corporación.
La Cámara representa los intereses del conjunto de las empresas de Bizkaia. Está subordinada al marco institucional del País Vasco, y también al ámbito del Estado y de la Comunidad Europea.
En septiembre de 2003, se inauguró el nuevo emplazamiento de formación universitaria de la Cámarabilbao University Business School, donde se imparte el Grado en Gestión Comercial y Marketing, en el mismo edificio donde se inició este proyecto y en el que se encuentran sus oficinas.

## Órganos de gobierno
Los órganos de gobierno de la cámara son: el Pleno, el Comité Ejecutivo y el Presidente. Los mecanismos operativos de funcionamiento son: las sesiones plenarias, las comisiones consultivas y los grupos de trabajo.